# Sedum minimum
Sedum minimum är en fetbladsväxtart. Sedum minimum ingår i Fetknoppssläktet som ingår i familjen fetbladsväxter.

## Underarter
Arten delas in i följande underarter:
- S. m. delicatum
- S. m. minimum